# Aulocalyx
Aulocalyx is een geslacht van sponsdieren uit de klasse van de Hexactinellida.

## Soorten
- Aulocalyx australis Reiswig & Kelly, 2011
- Aulocalyx irregularis Schulze, 1886
- Aulocalyx serialis Dendy, 1916